# Halasy–Horthy-kastély
A Halasy–Horthy-kastély Kenderesen, Jász-Nagykun-Szolnok vármegyében, a Szent István út 27. alatt található.

## Története
A köznemesi származású Horthy család, a 19. század közepén került a Szabolcs vármegyei Ramocsaházáról Kenderesre. 1857. október 30-án Horthy István (a későbbi kormányzó, Horthy Miklós édesapja) (1830–1904), feleségül vette Halasy József kenderesi birtokos lányát: dévaványai Halasy Paulát, és édesanyjának, Puky Amáliának örökségére, a négyszáz katasztrális hold szántóból, valamint ötven hold rétből álló kakati birtokra költözött.
Az eredetileg földszintes kastélyt az 1800-as évek első harmadában Halasy Károly, építtette fel, késő barokk stílusban. Győry Lajos, Kenderes néhai tudós lelkipásztora szerint azonban a 18. század derekán a Károlyi grófok udvarháza állt ezen a helyen, és a kúriát Halasy alispán csak kibővíttette.
A kastély építészeti érdekessége, hogy a késő barokk stílust egy korábbi irányzat, a bécsi barokk jegyeivel egészítették ki. Ez az átépítés Horthy Miklósnénak volt köszönhető, akinek a család bécsi tartózkodásának idején a Mária Terézia-kori, gyönyörű barokk épületek nagyon megnyerték a tetszését.
Az 1919. nyarán vívott harcok során, amikor a magyar Vörös Hadsereg a községet a románoktól átmenetileg visszafoglalta, ekkor a kastély súlyosan megrongálódott. 1922-ben a tetőzetet állították helyre, majd 1925-ben Kalin Ferenc tervei szerint az egész épületet átépítették. A földszintet dohányzóval és az előtte kialakított terasszal, a két oldalszárnyat a bejárat felőli oldalon négyoszlopos tornáccal, a főszárnyat pedig íves kocsi-aláhajtóval toldották meg. Jelentősen megváltozott az épület belső beosztása is. A közfalakat áthelyezték, a főszárnyra emeletet húztak, a padláson pedig manzárdszobákat alakítottak ki. Az új lakószobákkal alkalmassá tették a kastélyt vendégek fogadására és elhelyezésére, mivel 1944 előtt a miniszterek, tábornokok, külföldi államférfiak és diplomaták a nyári időszakban gyakran megfordultak a kenderesi birtokon.
1944 októberében a Horthy családot a németek elvitték. Ezután a kastélyban lévő értékeket széthordták és megpróbálták az épületet tönkretenni. A bútorokat elhordták, a csodálatos könyveket és megmaradt tárgyakat máglyára hordták és elégették. Később az épületet magtárnak használták, illetve lovakat tartottak benne.
1950-ben iskolát létesítettek itt. Először 6 hetes traktoros képzést indítottak itt, majd később mezőgazdasági szakiskolát létesítettek. Pár helyiséget pl. a pipázót, ami eredeti állapotában megmaradt,  emlékszobaként tartják fenn, amelyben a látogatók képeket láthatnak a régi idők kastélyáról.

## Kastélypark
A kastélyhoz közvetlenül 10 holdnyi föld tartozott, ez főként nagy parkból állt, illetve zöldségeskert, gyümölcsös volt itt található. A park végében halastó volt kialakítva.

## Képgaléria

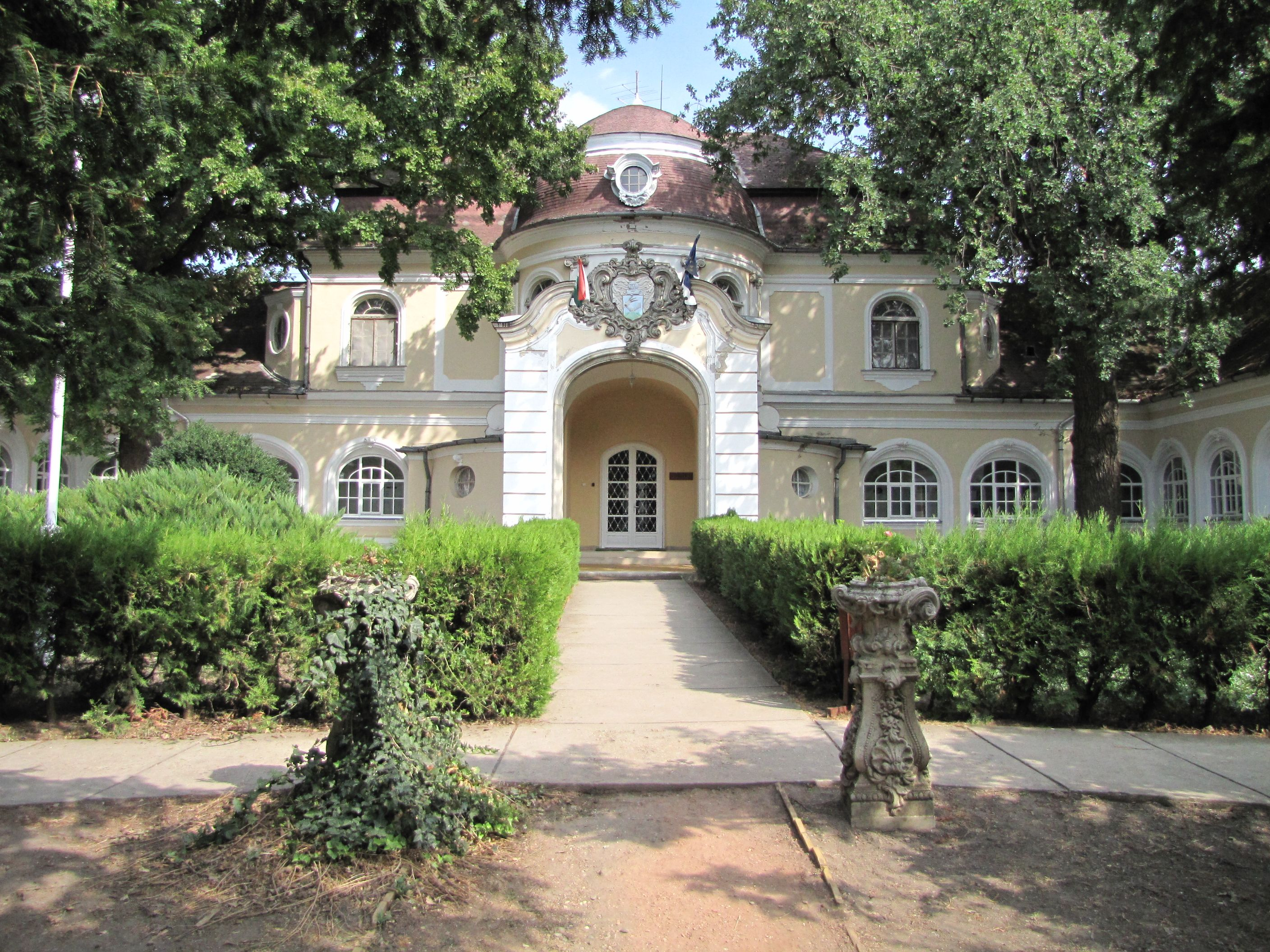
A kastély főhomlokzata
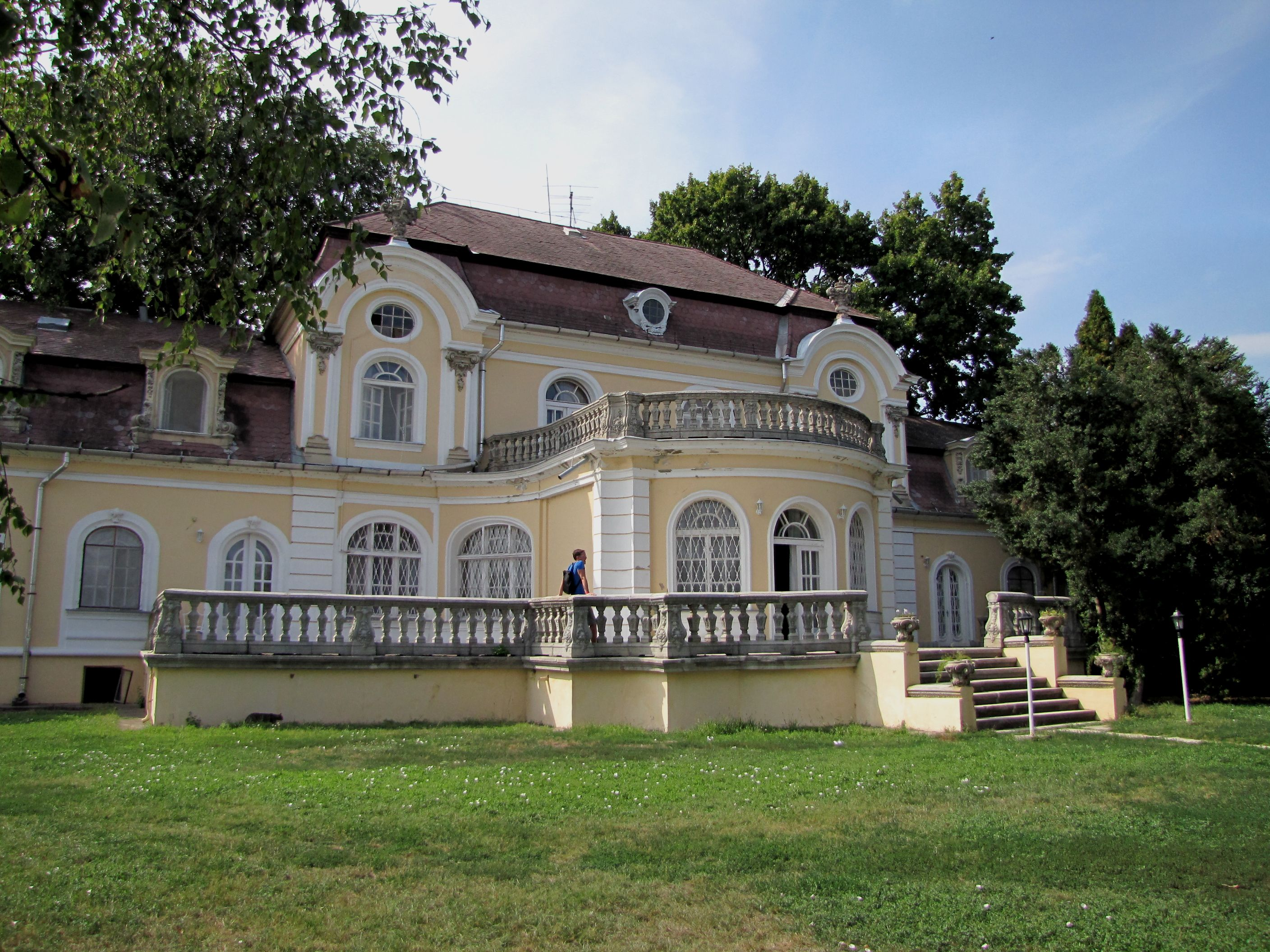
Kerti homlokzat
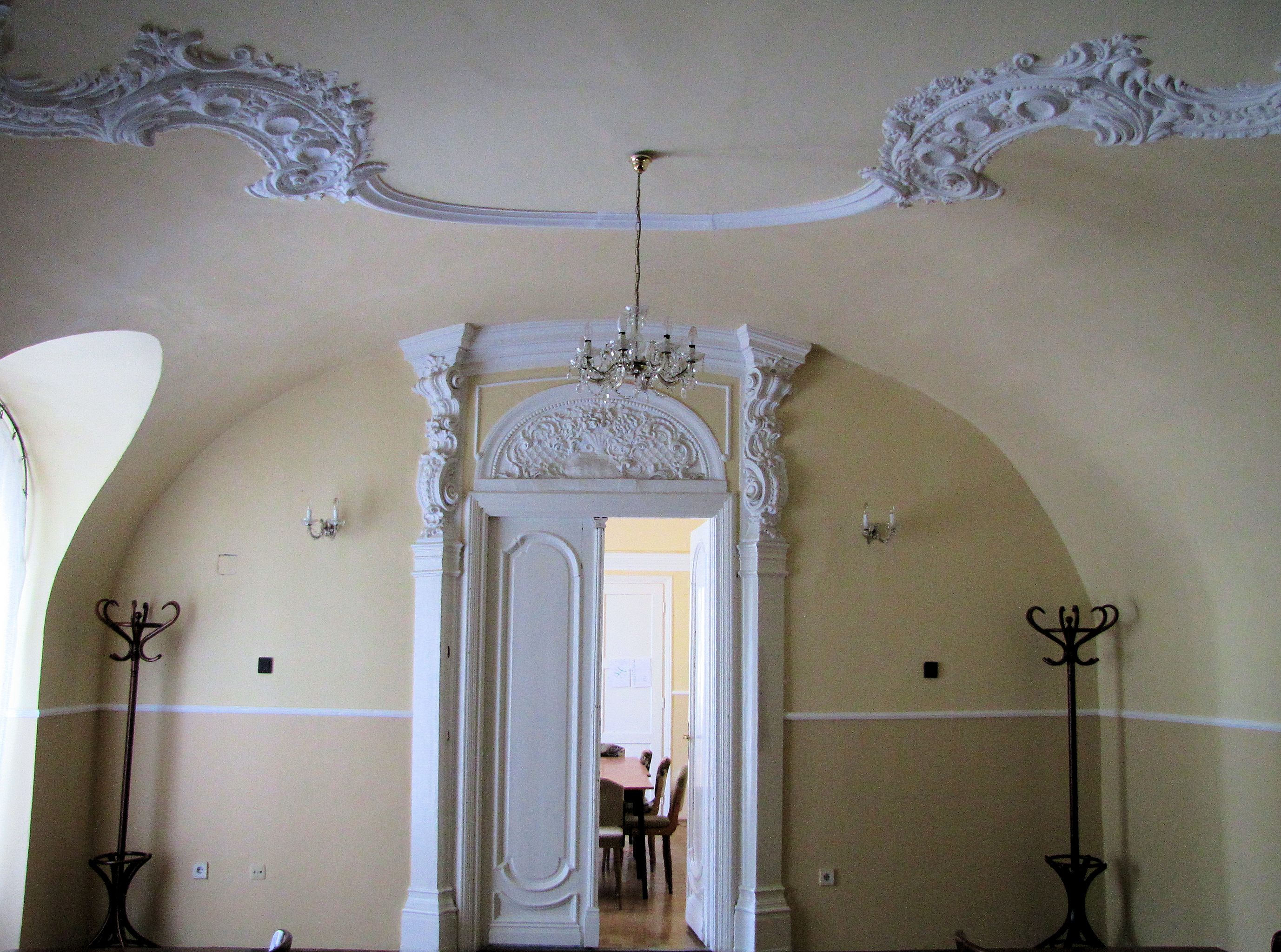
Az egykori ebédlő
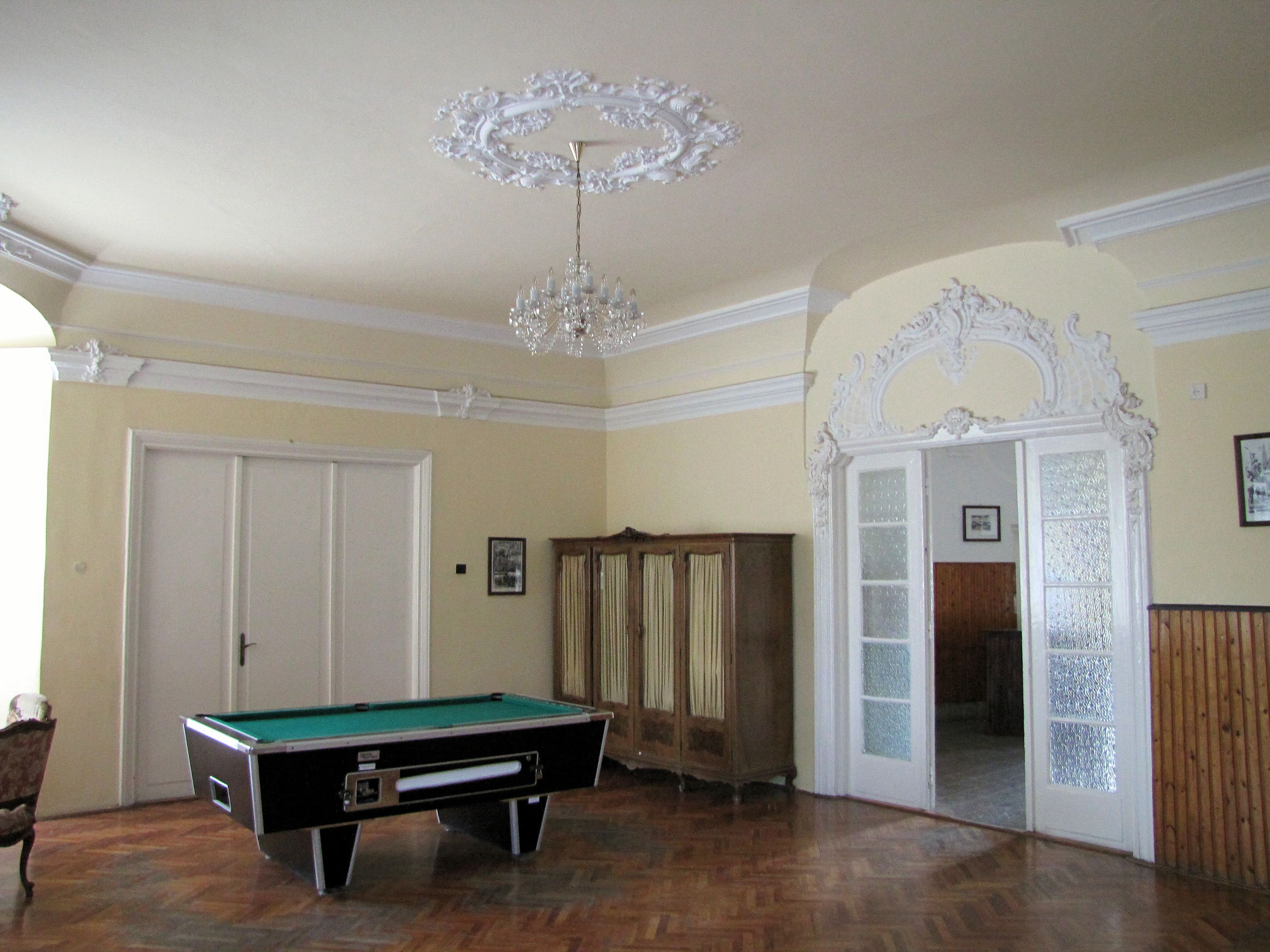
Az egykori fogadószoba
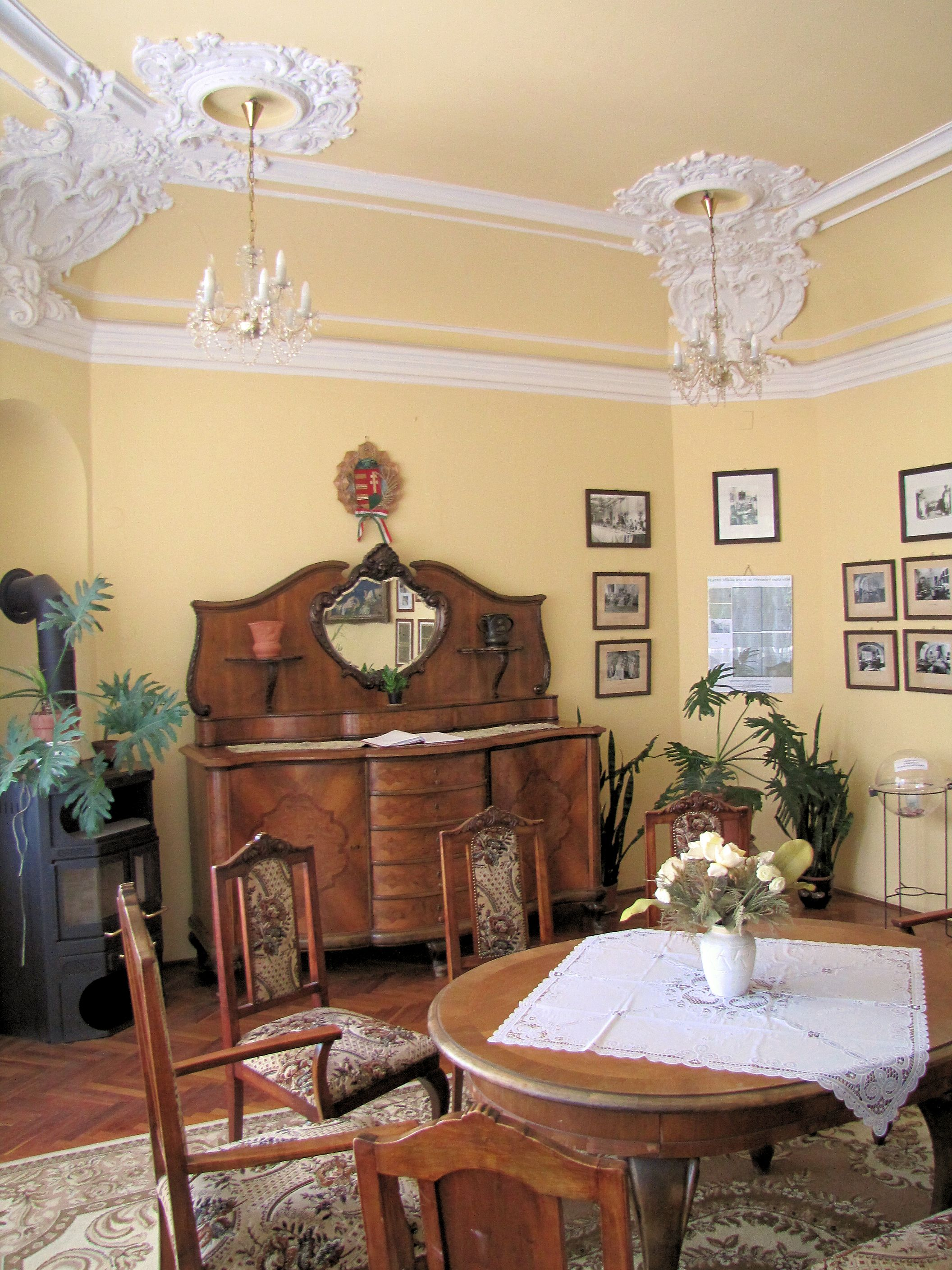
Az egykori pipázó